# Província d'Alonso de Ibáñez

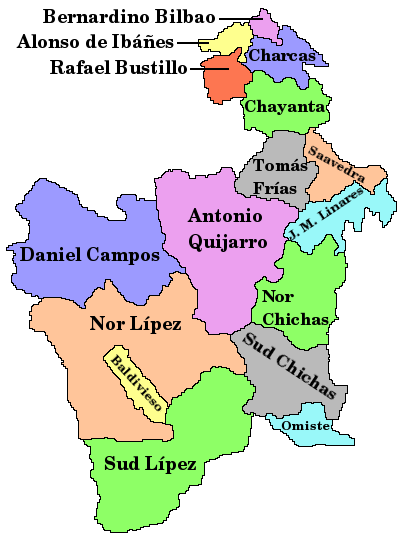
Les províncies del Departament de Potosí

La província d'Alonso de Ibáñez  és una de les 16 províncies del Departament de Potosí, a Bolívia. La seva capital és Sacaca.